# Osthimosia malingae
Osthimosia malingae är en mossdjursart som beskrevs av Hayward 1992. Osthimosia malingae ingår i släktet Osthimosia och familjen Celleporidae. Inga underarter finns listade i Catalogue of Life.